# Бельхадем, Абдельазиз
Абдельазиз Бельхадем (араб. عبد العزيز بلخادم‎) — государственный и политический деятель Алжира. С 2006 по 2008 год занимал должность премьер-министра страны.

## Биография
Родился 8 ноября 1945 года в алжирском городе Афлу. С 1972 по 1977 год занимал должность заместителя директора по международным отношениям при президенте Алжира. С 1977 по 1992 год являлся депутатом Фронта национального освобождения от города Сугёра в Национальной народной ассамблеи Алжира. С 1991 по 1997 год был членом Политбюро Фронта национального освобождения. В июле 2000 года был назначен на должность министра иностранных дел, которую занимал до 2005 года.
24 мая 2006 года Абдельазиз Бельхадем был назначен на должность премьер-министра Алжира. 12 апреля 2007 года в столице Алжира прогремели два взрыва, в результате террористических актов погибли 23 человека и около 200 получили ранения. Премьер-министр Бельхадем прокомментировал эти взрывы, как «трусливые и криминальные», а также призвал правительство работать над национальным единением граждан Алжира. 23 июня 2008 года Абдельазиза Бельхадема сменил на посту премьер-министра Ахмед Уяхья, ставший главой правительства Алжира в третий раз. 